# Ашрафян, Клара Зармайровна
Кла́ра Зарма́йровна Ашрафя́н (15 сентября 1924, Ереван — 7 августа 1999, Москва) — советский и российский учёный-индолог, доктор исторических наук (1966).

## Биография
Дочь Зармайра Андреевича Ашрафяна — армянского и украинского партийного и государственного деятеля, репрессированного в 1936 г. вместе с женой. После ареста родителей жила у родственников в Москве.
Окончила исторический факультет МГУ (1947) и аспирантуру (1950).
В 1950—1955 гг. редактор бюллетеня иностранной литературы в ФБОН АН СССР.
С 1955 года сотрудник Института востоковедения АН СССР (РАН), с 1984 г. заведовала Сектором истории народов Востока.

## Основные работы
- «Делийский султанат. К истории экономического строя и общественных отношений (XIII—XIV века)» (1960),
- «Аграрный строй Северной Индии. XIII — середина XVIII в.» (1965),
- «Феодализм в Индии: особенности и этапы развития» (1977),
- «Средневековый город Индии. XIII — середина XVIII в.» (1983),
- «Дели: история и культура» (1987).
- История народов Восточной и Центральной Азии с древнейших времен до наших дней. М.: Наука, Глав. ред. восточной лит-ры, 1986 - 583 с.